# Phalaenopsis deliciosa
Phalaenopsis deliciosa är en orkidéart som beskrevs av Heinrich Gustav Reichenbach. Phalaenopsis deliciosa ingår i släktet Phalaenopsis och familjen orkidéer.

## Underarter
Arten delas in i följande underarter:
- P. d. deliciosa
- P. d. hookeriana

## Bildgalleri

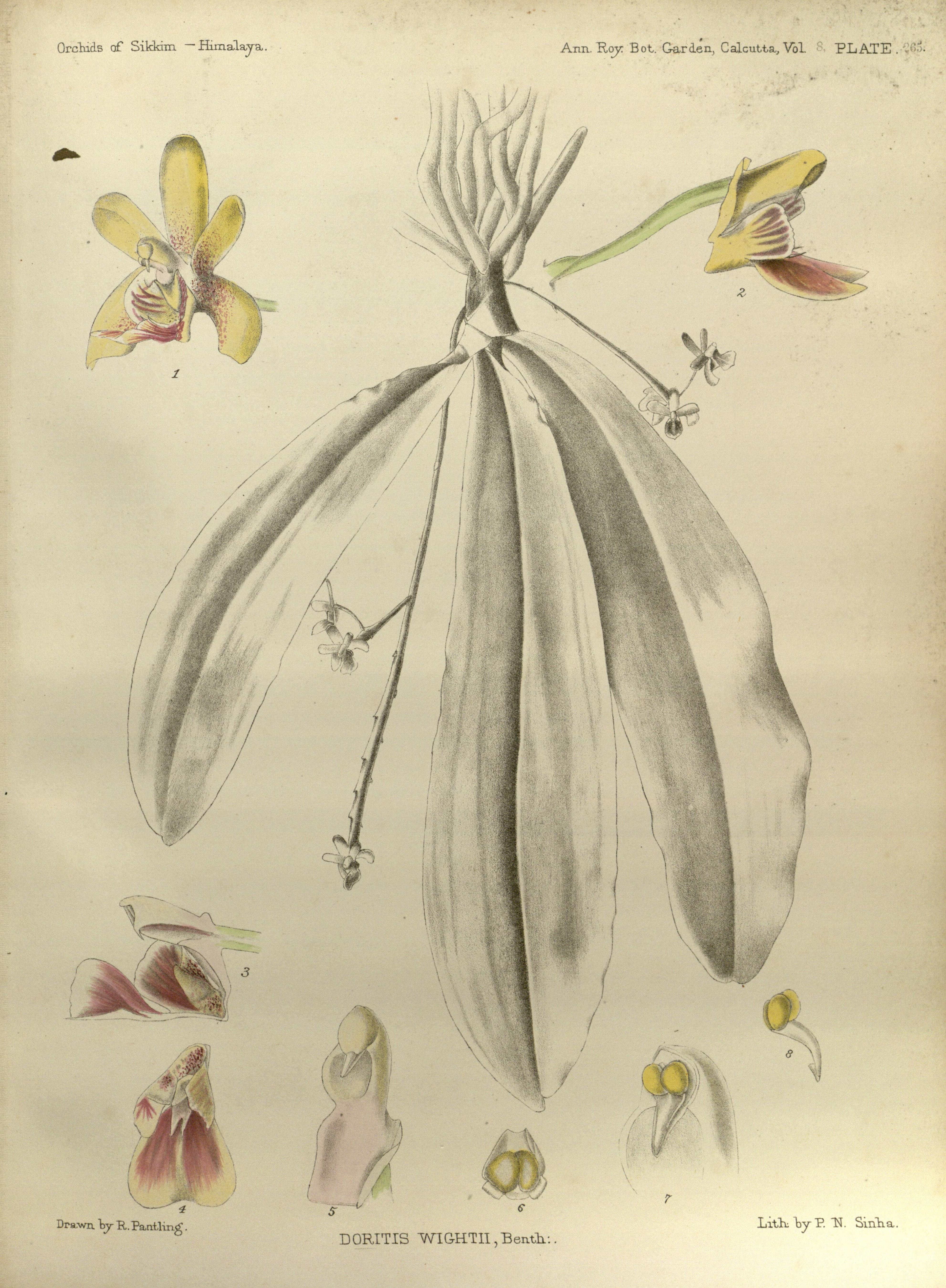
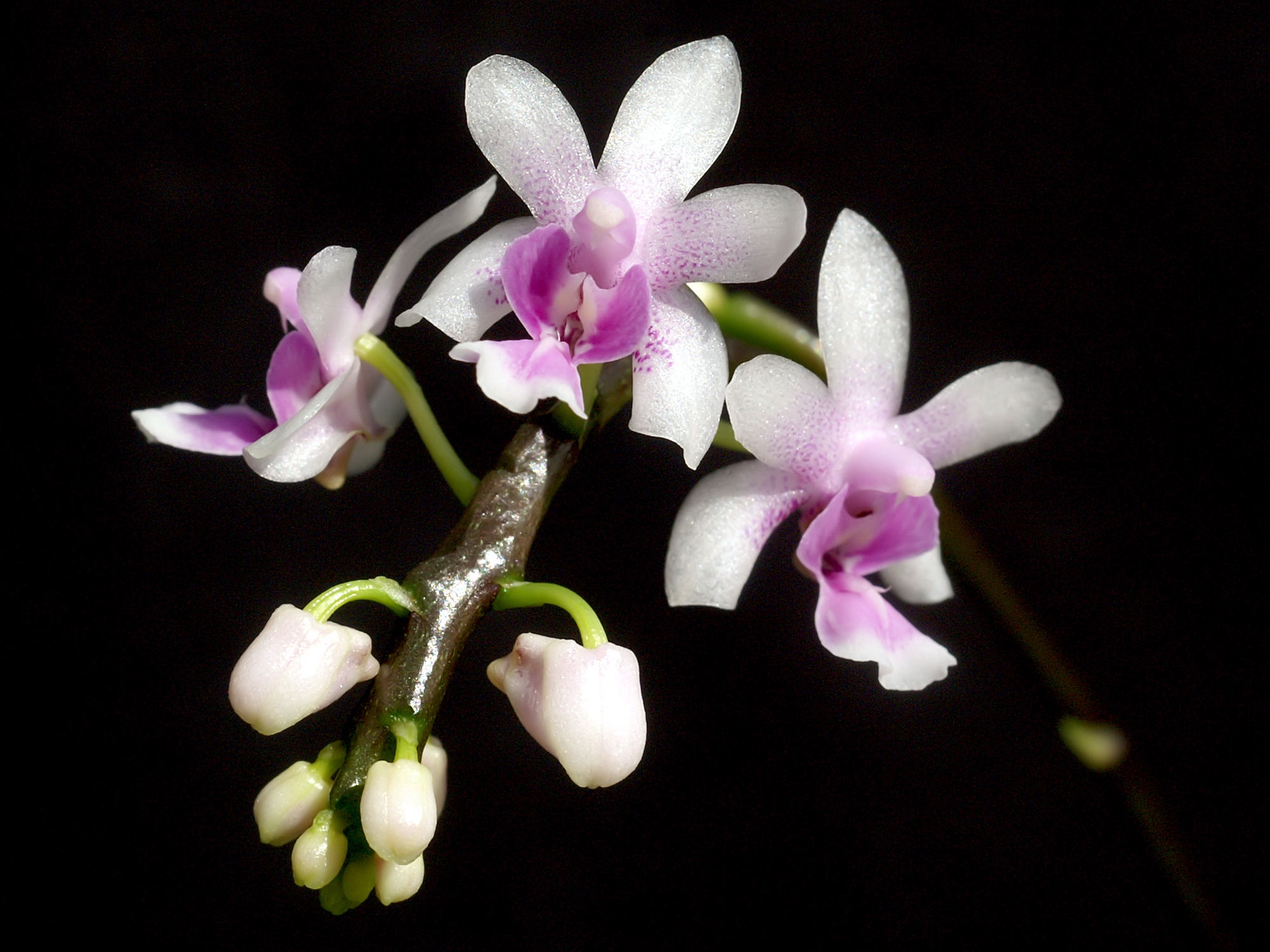
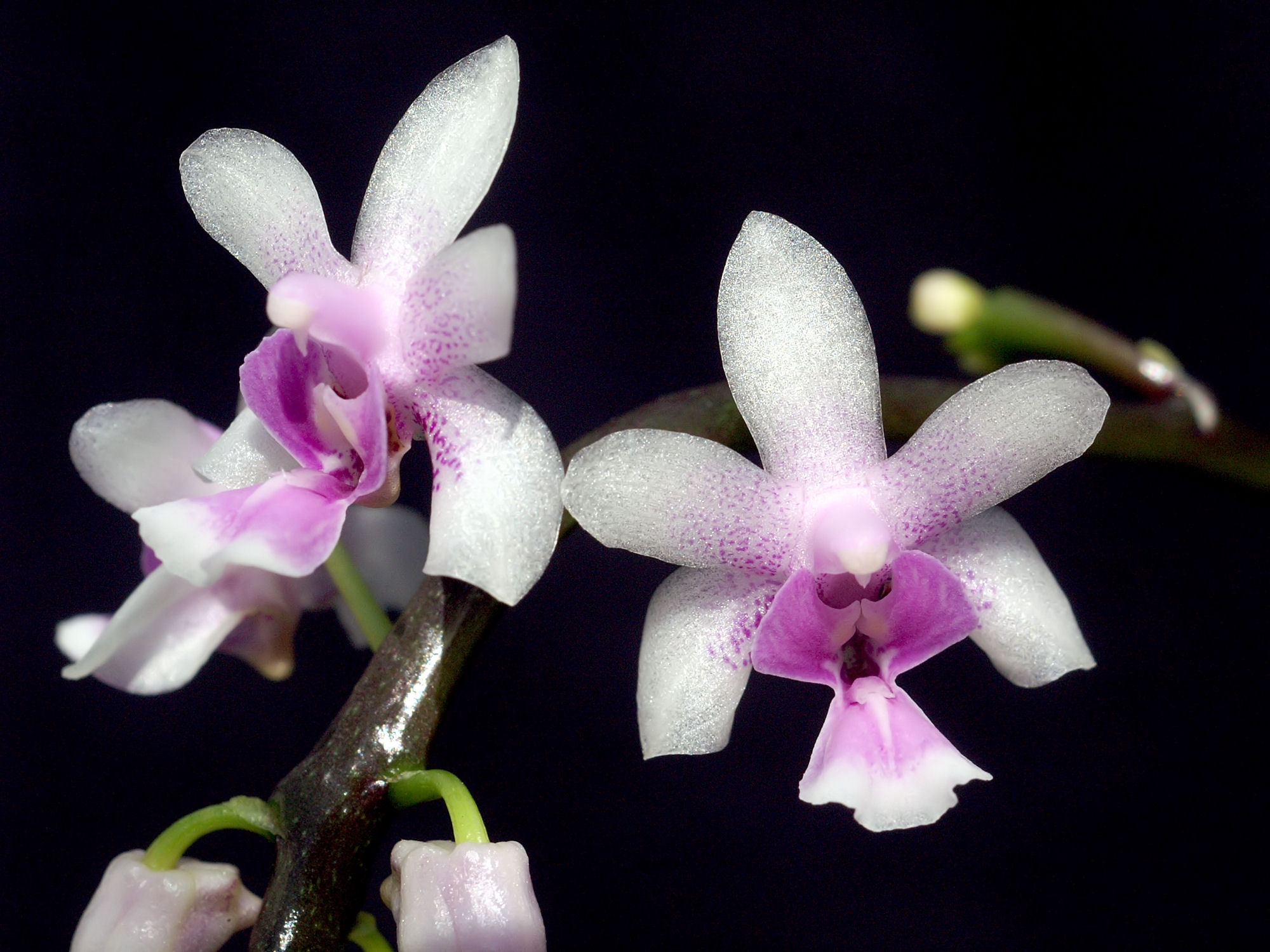
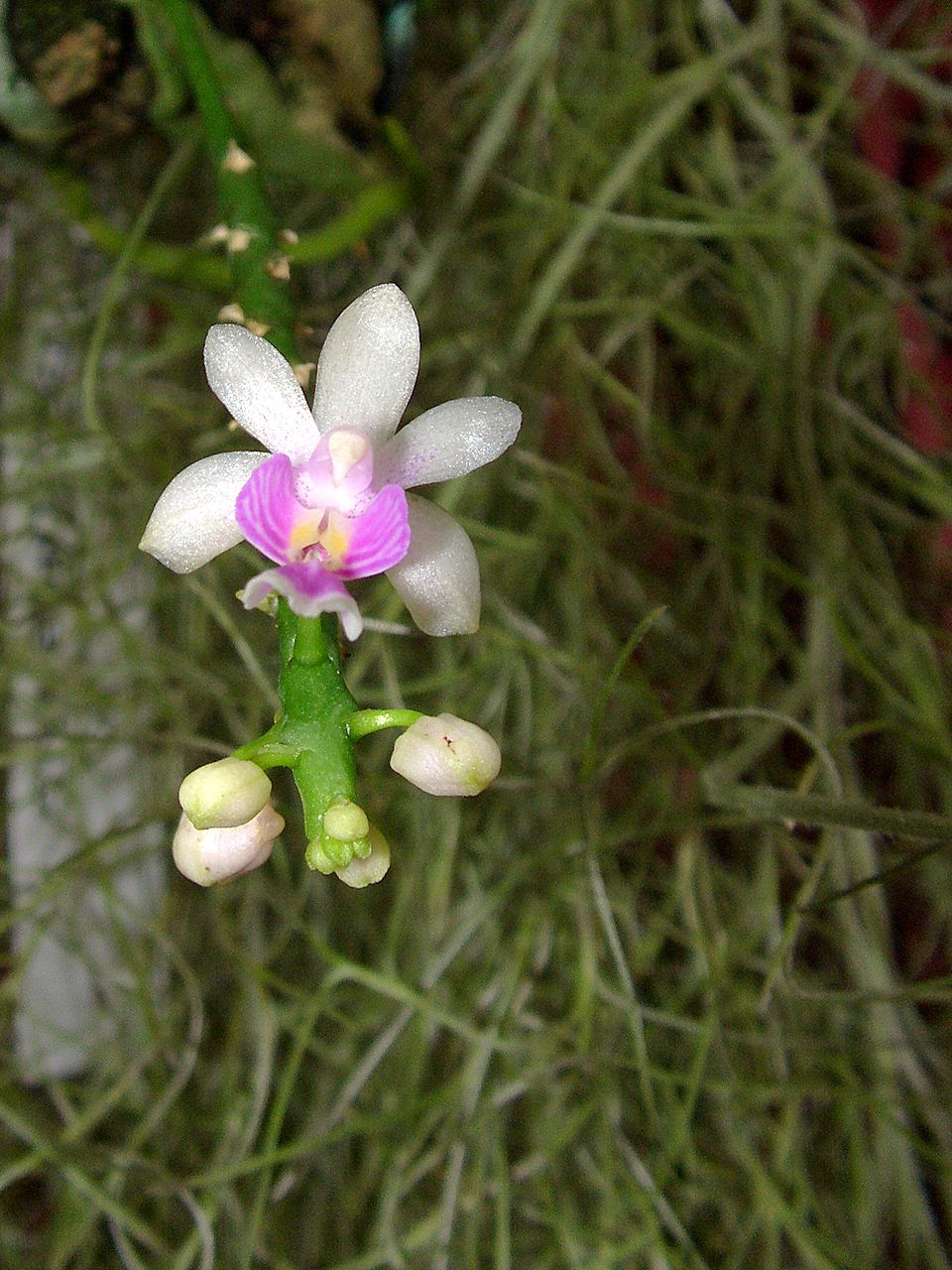
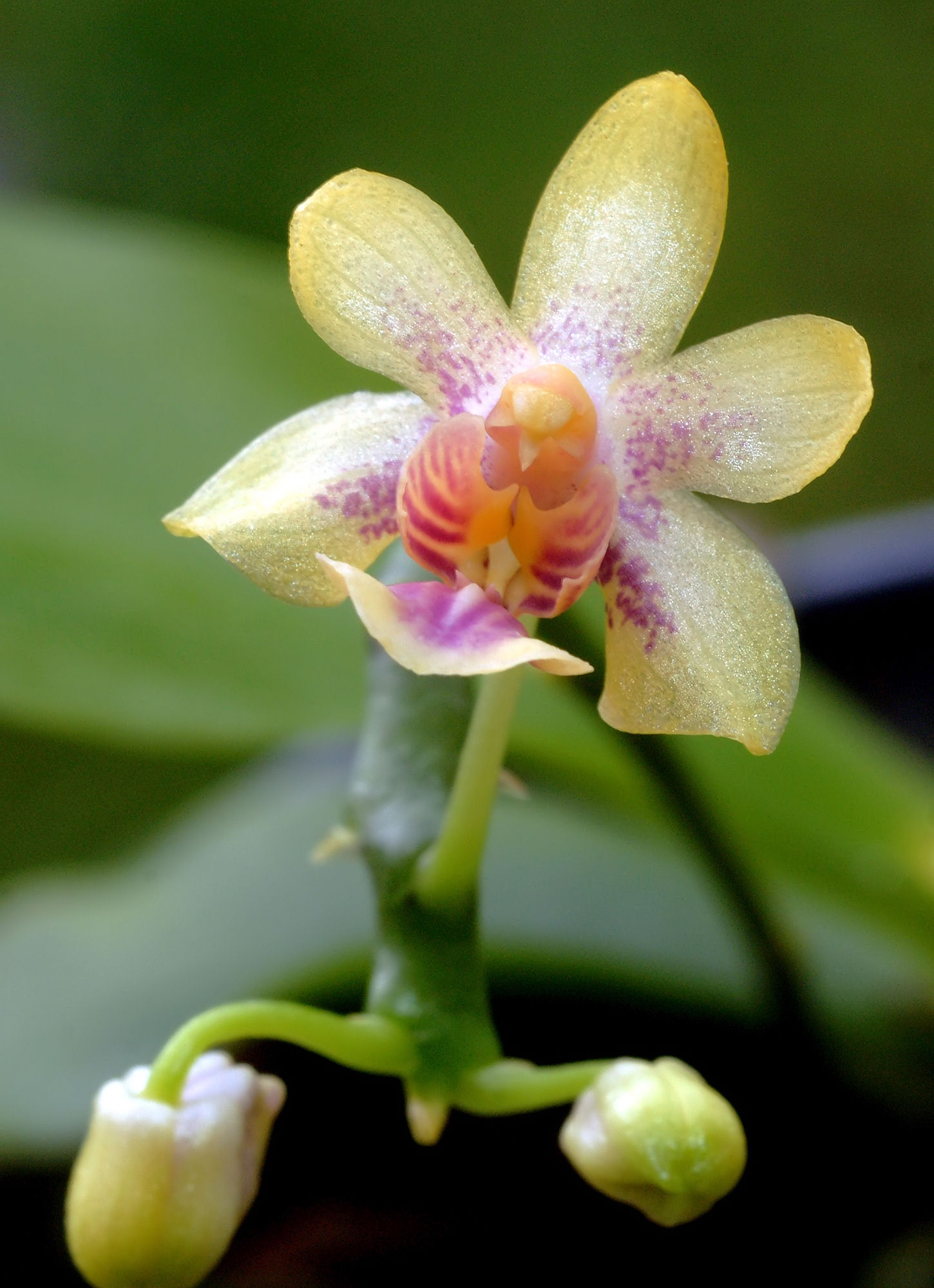
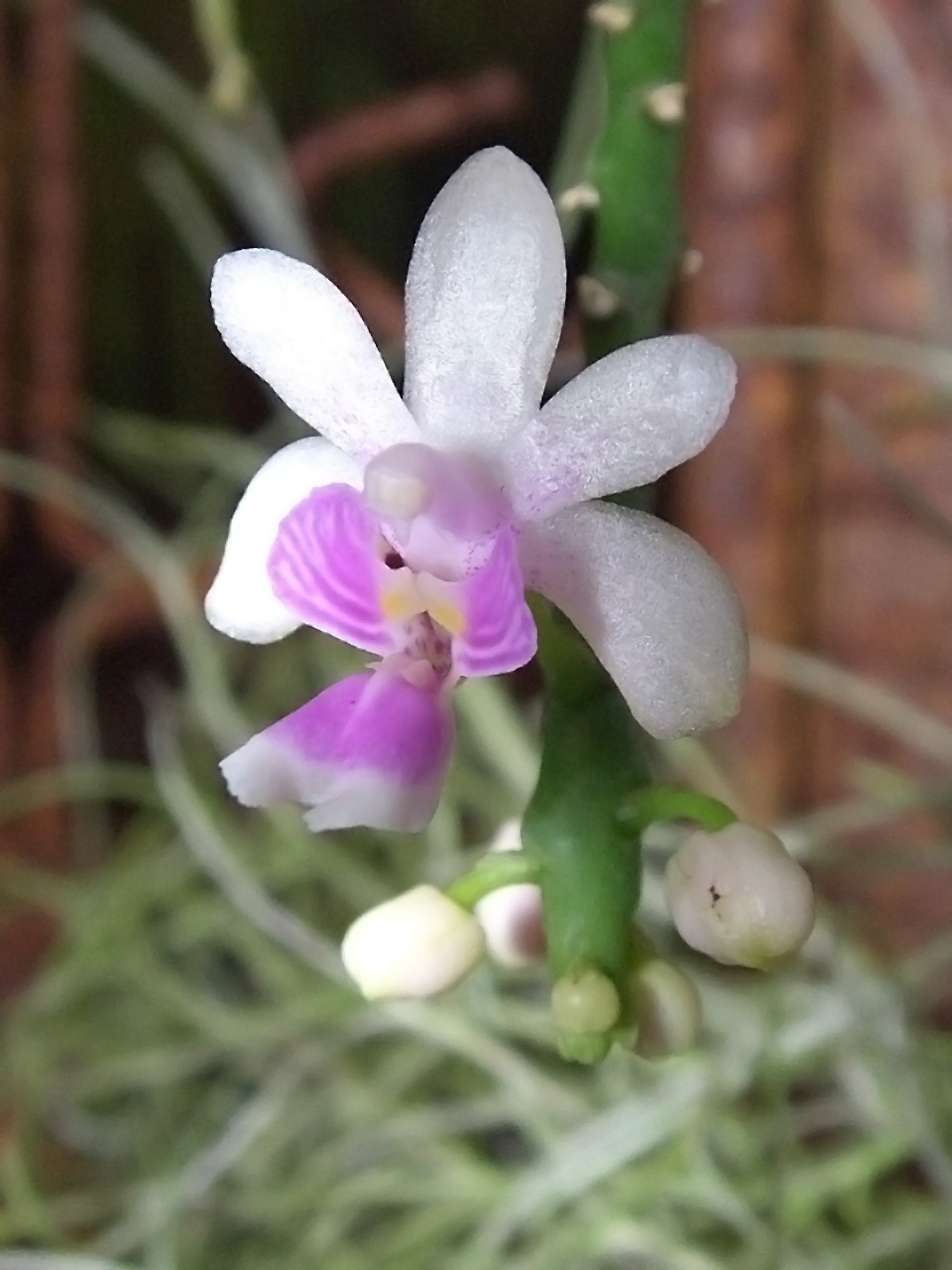